# 국립산악박물관
국립산악박물관은 강원특별자치도 속초시에 있는 국립 박물관이다.

## 연혁
- 2014년 11월 8일 개관.